# Камберленд (округ, Теннессі)
Шаблон:StateAbbr_ 35°57′ пн. ш. 85°00′ зх. д. / 35.95° пн. ш. 85° зх. д.
Округ  Камберленд (англ. Cumberland County) — округ (графство) у штаті  Теннессі, США. Ідентифікатор округу 47035.

## Історія
Округ утворений 1855 року.

## Демографія
За даними перепису 2000 року загальне населення округу становило 46802 осіб, зокрема міського населення було 14353, а сільського — 32449. Серед мешканців округу чоловіків було 22727, а жінок — 24075. В окрузі було 19508 домогосподарств, 14518 родин, які мешкали в 22442 будинках. Середній розмір родини становив 2,74.
Віковий розподіл населення поданий у таблиці:
| Стать    | До 15 років | 15-21 | 22-29 | 30-39 | 40-49 | 50-65 | 65-85 | Понад 85 |
| -------- | ----------- | ----- | ----- | ----- | ----- | ----- | ----- | -------- |
| Чоловіки | 4274        | 1801  | 1954  | 2915  | 2880  | 4365  | 4290  | 248      |
| Жінки    | 4046        | 1733  | 1986  | 3070  | 3123  | 5040  | 4538  | 539      |

## Суміжні округи
- Фентресс — північ
- Морган — північний схід
- Роун — схід
- Ріа — південний схід
- Бледсо — південь
- Ван-Б'юрен — південний захід
- Вайт — захід
- Патнем — північний захід

## Виноски
1. ↑  U.S. Decennial Census. United States Census Bureau. Архів оригіналу за 26 квітня 2015. Процитовано 2 квітня 2015.
2. ↑  Historical Census Browser. University of Virginia Library. Архів оригіналу за 12 грудня 2009. Процитовано 2 квітня 2015.
3. ↑  Forstall, Richard L., ред. (27 березня 1995). Population of Counties by Decennial Census: 1900 to 1990. United States Census Bureau. Архів оригіналу за 21 лютого 2015. Процитовано 2 квітня 2015.
4. ↑  Census 2000 PHC-T-4. Ranking Tables for Counties: 1990 and 2000 (PDF). United States Census Bureau. 2 квітня 2001. Архів оригіналу (PDF) за 18 грудня 2014. Процитовано 2 квітня 2015.
5. ↑  State & County QuickFacts. United States Census Bureau. Архів оригіналу за 7 червня 2011. Процитовано 29 листопада 2013.(англ.) Наведено за англійською вікіпедією.
6. ↑  American FactFinder. Бюро перепису населення США. Архів оригіналу за 29 липня 2011. Процитовано 31 січня 2008.

| США | Це незавершена стаття з географії США. Ви можете допомогти проєкту, виправивши або дописавши її. |